# Miskolc látnivalóinak listája
Itt található Miskolc főbb turisztikai és kulturális látnivalóinak listája.

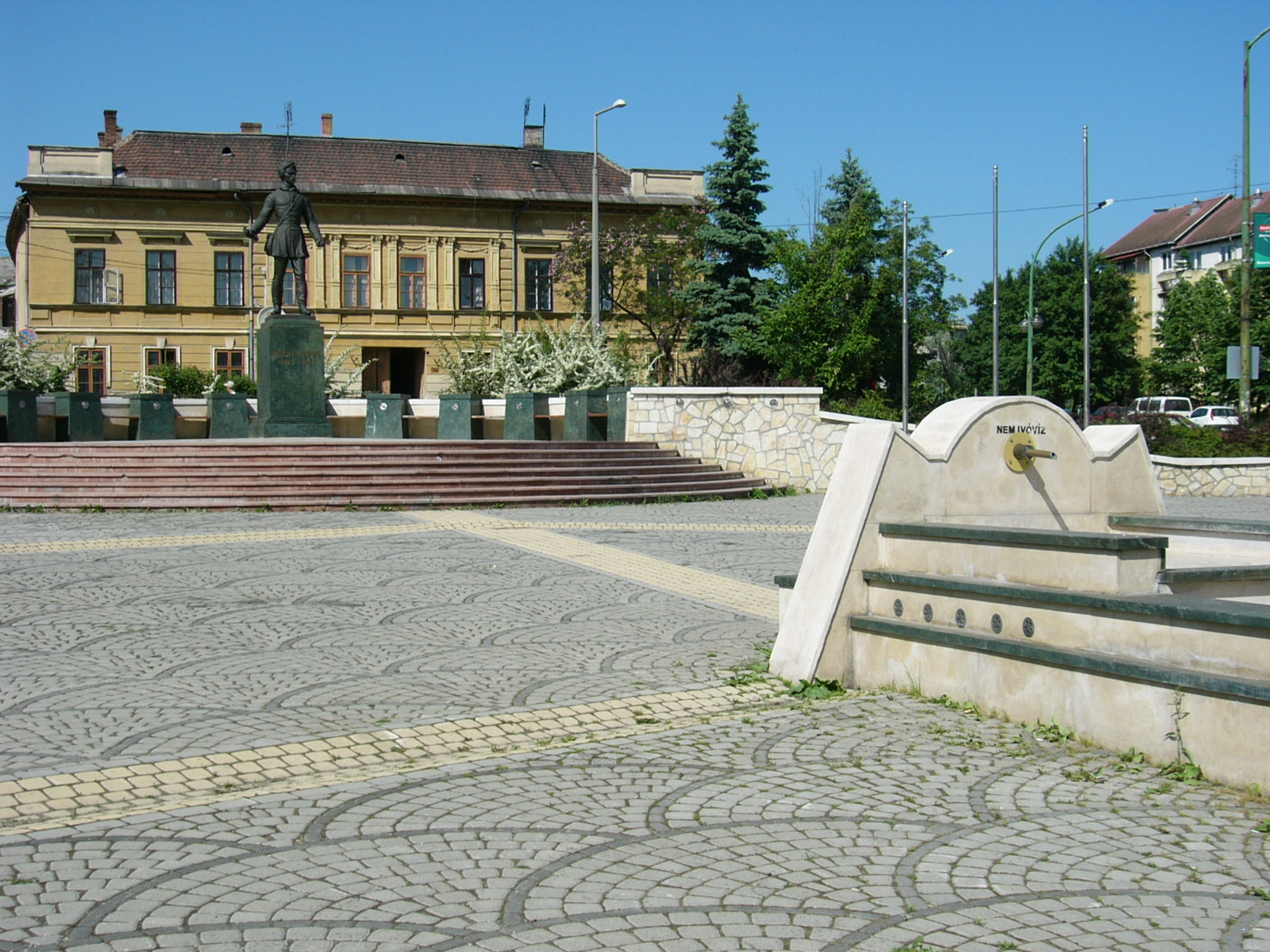
A Petőfi tér

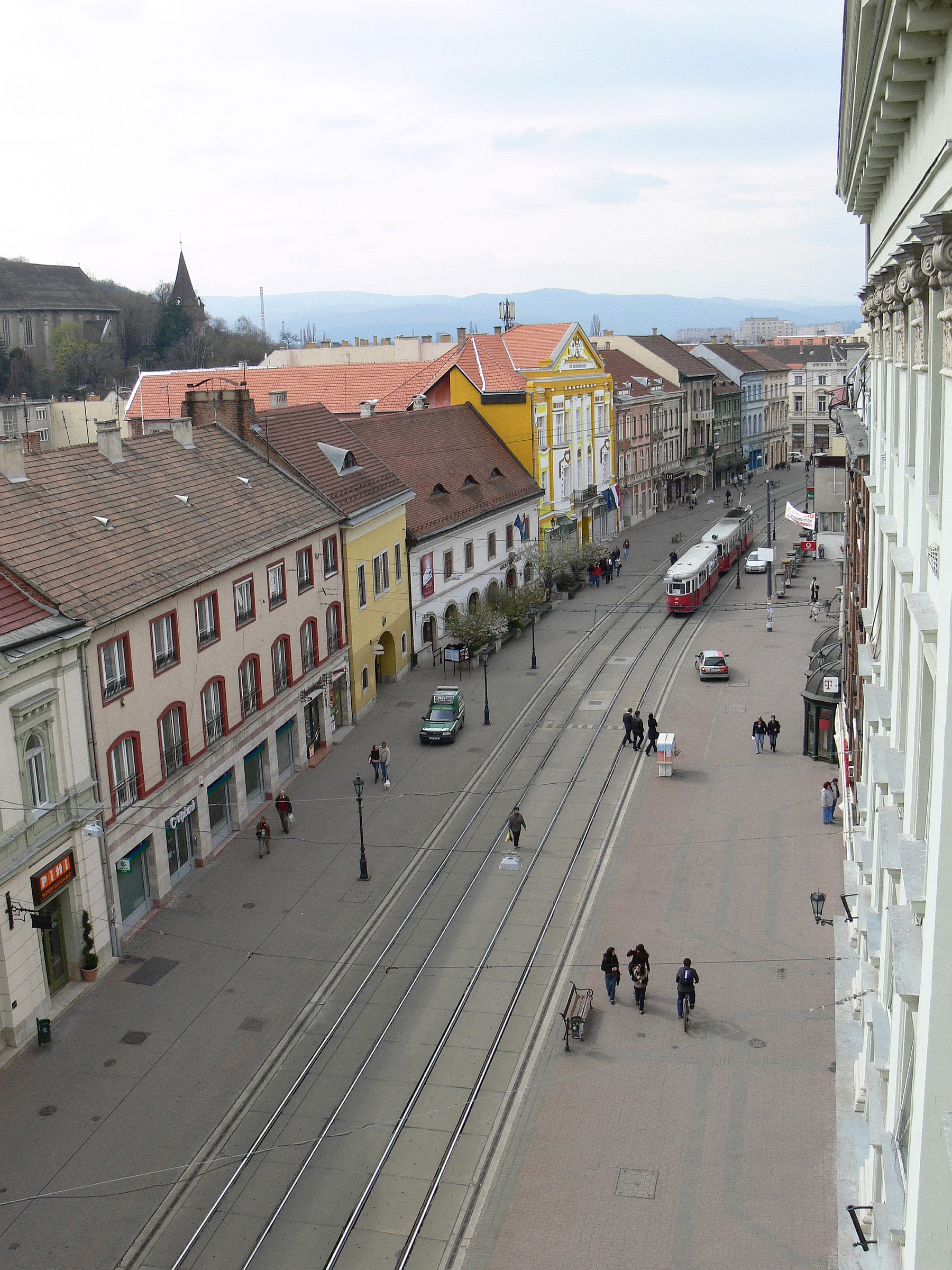
A Széchenyi sétálóutca

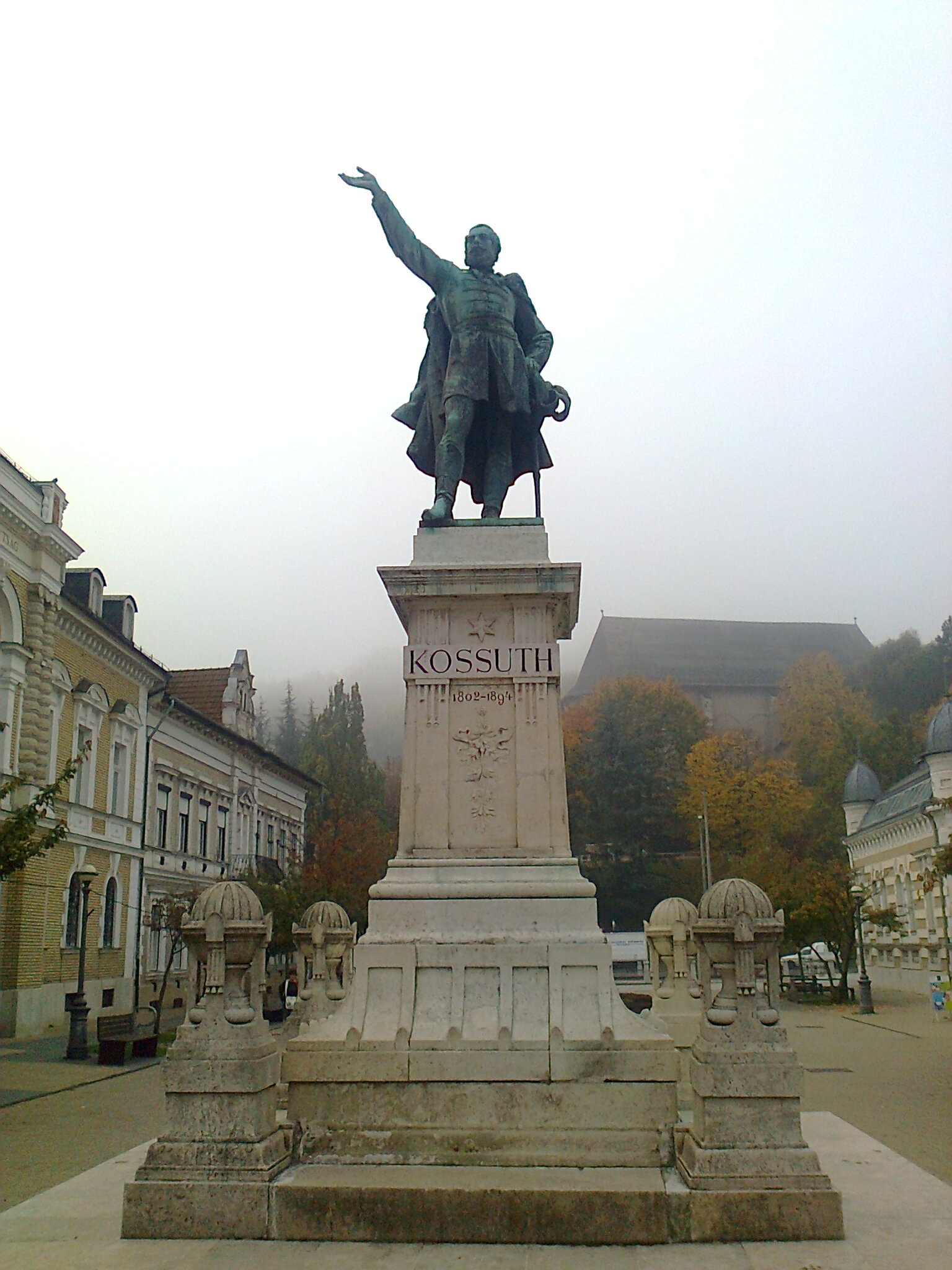
Kossuth szobra az Erzsébet téren

.

## Belváros
- Széchenyi István utca (sétálóutca 19. századi házakkal), Városház tér
- Miskolci Nemzeti Színház
- Színháztörténeti és Színészmúzeum (Déryné u. 3.)
- Miskolci Galéria (Rákóczi u. 2.)
- Avasi gótikus református templom
- Népkert
- Avasi kilátó
- Kossuth Lajos szobra az Erzsébet téren, a történelmi Magyarország első egész alakos Kossuth szobra
- Minorita templom
- Hősök tere
- Deszkatemplom
- Ortodox templom és egyházi múzeum (Közép-Európa legnagyobb ikonosztázával, Deák Ferenc tér 7.)
- Mindszenti templom
- Herman Ottó Múzeum
- Kós-ház (Kós Károly tervei alapján épült népies-szecessziós stílusú ház, 1931)
- Szinva terasz
- Lézerpont Látványtár (Győri kapu 57.)
- Miskolci zsinagóga
- Belvárosi evangélikus templom

## Diósgyőr
- Diósgyőri vár (felújítás miatt zárva)
- Diósgyőri római katolikus templom (egykor a középkori falu plébániatemploma volt)
- Diósgyőri református templom (Táncsics tér), barokk
- Diósgyőr-vasgyári evangélikus templom
- Papíripari Múzeum
- Dr. Szabó Gyula Bemutató Csillagvizsgáló, 3534 Miskolc, Dorottya u. 1: közvetlenül a Lillafüredi Állami Erdei Vasút végállomása mellett, a 10 emeletes lakóház tetején, http://csillagda-miskolc.hu

## Felsőhámor, Lillafüred
- Palotaszálló
- Lillafüredi Állami Erdei Vasút

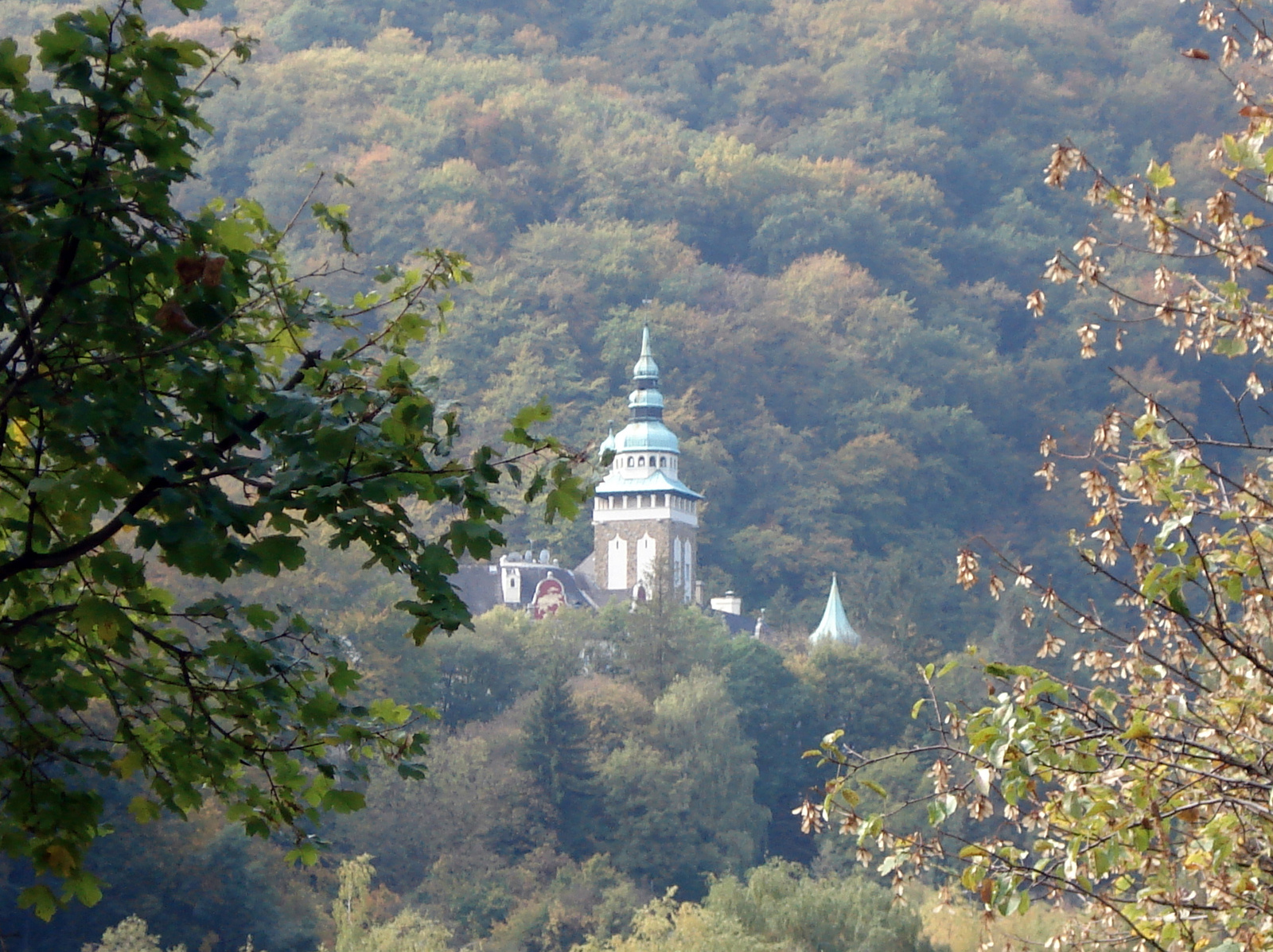
A Palotaszálló

- Anna-barlang, Szeleta-barlang, Szent István-barlang
- Hámori-tó
- Lillafüredi-vízesés
- Pisztrángtelep
- Országos Műszaki Múzeum Massa Múzeuma (Újmassa, Ómassai út)
- Erdészettörténeti Gyűjtemény Garadna, (LÁEV végállomás)
- Az Országos Műszaki Múzeum Kohászati Múzeuma, Miskolc-Felsőhámor, Palota u. 22.

## Miskolctapolca
- Barlangfürdő
- Ellipsum Élmény- és Strandfürdő
- Park és csónakázó tó
- Sziklakápolna
- Bobpálya
- Kalandpark
- Avalon Park

## A város környéke
- A Bükk-vidék Miskolchoz közeli részei
- Miskolci Állatkert és Kultúrpark
- Majális-park
- Szentléleki pálos kolostorrom, turistaszállások és látókövek (kirándulóknak)
- Bánkúti sícentrum és Petőfi-kilátó
- További turistaszállások: Sebesvíz, Jávorkút, Fehérkőlápa